# Hugo Debrunner
Ernst Hugo Debrunner (* 17. Mai 1896; † 1985) war ein Schweizer Kunsthistoriker und Psychologe.
Debrunner promovierte zum Dr. phil. und heiratete 1930 die Malerin und Zeichnerin Gertrud Treichler. Er veröffentlichte zahlreiche Schriften zu kunstpsychologischen Themen und stand dem Panidealismus nahe.

## Schriften (Auswahl)
- Seelenfrühling: Die zeichnerische Schöpferkraft des Kindes und ihre künstlerische Entwicklung. Psychokosmos-Verlag, München 1928.
- Aufgaben der Erziehungs- und Berufsberatung. Psychokosmos-Verlag, München 1928.
- Der junge Rembrandt. Rascher, Zürich 1929.
- Rembrandts früheres Schaffen. Zürich 1929.
- Menschenkenntnis: Wege zu einer ganzheitlchen Einstellung. Bildungsverlag, Zürich um 1939.
- Der Zürcher Maler Hans Leu im Spiegel von Bild und Schrift. Zürcher Kunstgesellschaft, Zürich 1941.
- Wir entdecken Kandinsky. Origo-Verlag, Zürich 1947.